# Джалазун
Джалазун (иногда Джалазон , араб. مخيّم الجلزون‎, ивр. ג'לזון‎) — палестинский лагерь беженцев в мухафазе Рамалла и аль-Бире, расположенный в 7 км к северу от Рамаллы и примыкает к деревне Джифна на севере, Дейр-Дибван на востоке, Бир-Зейт на западе и поселению Бейт-Эль на юго-востоке.

## История
Джалазун был основан в 1949 году на 253 дунамах земли в результате исхода палестинцев после арабо-израильской войны 1948 года. Как и в случае со всеми официальными лагерями беженцев на Западном берегу, Агентство Организации Объединённых Наций по оказанию помощи и работ (БАПОР) арендовало землю у Иордании. Большинство участков находились в государственной собственности до аренды, а остальные принадлежали землевладельцам из различных близлежащих городов. После заключенных в Осло соглашений между Палестинской национальной администрацией (ПНА) и Израилем, административные дела Джалазоне были переданы ПНА, в то время как вопросы безопасности остались под контролем Израиля. UNRWA также оказывает помощь лагерю.

## Демография
По данным Палестинского центрального статистического бюро (PCBS), население Джалазуна в 2006 году составляло примерно 8700 человек. Управление по координации гуманитарных вопросов (УКГВ) оценило общую численность населения в 2007 году в 14 520 человек. Число жителей до 1967 года составляло 5 013 человек. Соотношение полов в 2007 году составляло 51,3 % мужчин и 48,7 % женщин. Средний возраст жителей лагеря составлял 24 года.
Большинство беженцев были из Лода и многих других арабских деревень в центральной Палестине. Лагерь в основном поддерживается БАПОР при финансовой поддержке Саудовской Аравии. Согласно архивам БАПОР в 2005 году, большинство семей в лагере являются потомками беженцев родом из Байт-Набала (643 семьи), соседнего города Лода (373 семьи). Согласно статистическим данным УКГВ, беженцы в Джалазоне родом из 36 деревень, большинство из которых расположены в центральной части Палестины, и в основном из Байт-Набалы, Аннабы, Аль-Мусайрии, Иннабы и Аль-Хайрии. Другие были выходцами из северных городов и деревень, в частности из Тверии, Хайфы, Саббарина, Умм-аз-Зината, а также из аль-Даваймы на юге близ Хеврона.